# San José de Albán
San José de Albán es un municipio colombiano ubicado en el departamento de Nariño.

## Toponimia
Albán, en homenaje al ilustrísimo payanés general Carlos Albán.

## Historia
Los orígenes del municipio de Albán se remontan a la época de la conquista, este territorio se encontraba habitado por un asentamiento indígena llamado Quiña Quillacinga, donde en 1558, y según los Señores García Díaz Arias (Obispo de Quito) y el Licenciado Tomás López (Oidor del Nuevo Reino), habitaban aproximadamente 520 indígenas, que eran gobernados por la Cacica Dixin.
El 15 de junio de 1573 el obispo español Pedro Peña funda el poblado con el nombre de «La Erre».
En 1854 el sacerdote José Gómez lo fundó con el nombre de San José, sustituyendo así su anterior nombre.
La Parroquia fue creada por el obispo Ezequiel Moreno y Díaz, mediante decreto eclesiástico núm. 10 de 1899, siendo el primer párroco al sacerdote Manuel María Paz.
El 20 de abril de 1903, mediante ordenanza número 41 fue creado como municipio con el nombre de Albán, en homenaje al ilustrísimo payanés general Carlos Albán.

## Ubicación
Se localiza a 68 km al noreste de la ciudad de San Juan de Pasto. Limita por el norte con San Pedro de Cartago y San Bernardo, por el sur con El Tablón de Gómez y Buesaco , por el oriente con San Bernardo y El Tablón de Gómez, y por el occidente con Arboleda  (Berruecos) y San Pedro de Cartago. Un gran porcentaje de sus 19.367 habitantes se encuentran asentados en la cabecera municipal.

## Geografía
Se encuentra a 1.935 m sobre el nivel del mar, con una temperatura de 18 °C. Precipitación anual 1.740 mm y su área es de 83 km². Se destacan orográficamente el Volcán Doña Juana, los cerros de Pico Chaque, El Helechal y Carnicería. La gran mayoría de su terreno es montañoso. Sus pisos se dividen entre los pisos fríos, térmico medio y páramo. Hidrográficamente lo bañan los ríos Janacatú, San Bernardo, Quina, Canapí, Rinconada, Peña Blanca. Albán posee una temperatura que varía entre 17 y 24 °C.

## División Político-Administrativa
Además de su Cabecera municipal: San José. Albán tiene bajo su jurisdicción los siguientes Centros poblados:
- Campobello
- El Carmelo
- Fátima

### Veredas
El Municipio está compuesto por las siguientes Veredas:
El Diviso, Betania, El Guarangal, La Primavera, El Socorro, San Bosco, Tambo Alto, Tambo Bajo, Viña, El Cebadero, San Luis, Alto de Las Estrellas, Buena Vista, Las Palmas, El Salado, Chapiurco.

## Economía
Entre las principales actividades se encuentra la agricultura, que es la base de la economía. Los productos de la agricultura son: el café (como la principal fuente de ingresos), yuca, frutas, hortalizas, , etc.

## Sitios turísticos
La Virgen del Rosario de Fátima (declarado patrimonio histórico de Colombia), Centro Ambiental San José, Templo de San José, Vuelta a la Naranja (Río Quina, Cebadero y San José), centro recreativo Aguacillas, Centro recreacional Villa Sofia.